# برایان مور
برایان مور (ایرلندی: Brian Moore؛ ‎/briˈæn/‎ bree-AN؛؛ ۲۵ اوت ۱۹۲۱ – ۱۱ ژانویهٔ ۱۹۹۹) یک رمان‌نویس، فیلم‌نامه‌نویس، نویسنده، استاد دانشگاه، و روزنامه‌نگار اهل ایرلند شمالی بود که بعدها به کانادا مهاجرت کرد. وی را «یکی از معدود استادان واقعی رمان معاصر» دانسته‌اند.
از فیلم‌ها یا مجموعه‌های تلویزیونی که وی در آن‌ها نقش داشته است می‌توان به پرده پاره، خون دیگران و کنترل اشاره نمود.
وی همچنین برندهٔ جوایزی همچون جایزه یادبود جیمز تیت بلاک شده‌است.